# Lý Nhiệm
Lý Nhiệm (chữ Hán: 李任, ? – 1427), hay Lý Nhậm, Lý Nhâm, người huyện Vĩnh Khang , tướng lĩnh nhà Minh, tự sát khi nghĩa quân Lam Sơn đánh hạ thành Xương Giang  tại Việt Nam.

## Sự nghiệp
Lý Nhiệm ban đầu làm Yên Sơn vệ chỉ huy thiêm sự, theo Minh Thành Tổ nổi binh cướp ngôi, nhờ đó dần làm đến Đô chỉ huy đồng tri.
Năm 1426, Nhiệm sang Việt Nam, giữ thành Xương Giang. Xương Giang là vị trí chiến lược yếu hại, nên nghĩa quân Lam Sơn ra sức đánh thành, sai tướng Minh đầu hàng là Đô đốc Thái Phúc đến gọi Nhiệm ra hàng. Nhiệm ở trên thành mắng: Mày làm đại tướng, không thể giết giặc, lại còn theo giặc, heo chó không thèm ăn thịt mày, rồi nổ pháo bắn, Thái Phúc bỏ đi.
Nghĩa quân Lam Sơn tập hợp voi chiến và công cụ đến vây đánh. Nhiệm cùng chỉ huy Cố Phúc soái kỵ binh ra thành tập kích, đốt những công cụ ấy. Nghĩa quân lại đắp núi đất, từ đấy bắn tên vào thành, rồi đào địa đạo tìm cách xâm nhập. Nhiệm, Phúc bày nhiều cách chống giữ, tử thủ hơn 9 tháng, trước sau trải qua 30 trận. Lê Lợi nghe tin viện quân nhà Minh của Liễu Thăng sắp đến, bèn cử Trần Nguyên Hãn làm chỉ huy, cùng với Lê Sát, Lý Triện, Nguyễn Lý, tăng thêm lực lượng công thành.
Trần Nguyên Hãn phá được thành, Lý Nhiệm, Cố Phúc cho quân Minh tử thủ đến cùng khiến cho dân chúng nhiều người chết. Sử nhà Minh lại ghi rằng Nhiệm, Phúc về sau ba lần đẩy lui nghĩa quân, phải đến khi nghĩa quân xua voi chiến vào thành, Nhiệm, Phúc không địch nổi, tự cắt cổ. Nội quan Phùng Trí, chỉ huy Lưu Thuận đều tự thắt cổ. Trong thành có tới vài ngàn người chết suốt quá trình vây hãm.

Theo Minh thực lục:
Ngày 2 (28-4-1427), giặc Lê Lợi (黎利) chiếm được thành Xương Giang (昌江城). Lê Lợi xem Xương Giang là nơi trọng yếu cho việc xuất nhập đại quân, nên đem hơn 80.000 quân tấn công.
Đô chỉ huy Lý Nhậm (李任) cùng Chỉ huy Cố Phúc (顧福) ra lệnh cho người già, trẻ nhỏ và phụ nữ trong thành lên thành phất cờ, đánh trống, hò hét ngày đêm để chống giữ. Nhậm và Phúc tự dẫn quân tinh nhuệ thường xuyên xuất thành đánh úp, đốt phá khí cụ của giặc. Giặc xây ụ đất bốn phía, dùng pháo bay (bản Bão và bản Lễ chép là “thần súng”) bắn vào trong thành.
Lý Nhậm dẫn đội cảm tử âm thầm mở cửa thành ban đêm, giết quân giữ ụ đất, đánh tan doanh trại giặc. Giặc đào địa đạo để vào thành, Nhậm đào hào ngang nối với địa đạo, từ đó dùng đá lớn đánh trả, giết nhiều quân giặc.
Nghe tin Chinh Di tướng quân đại quân sắp đến, giặc sợ mất chỗ dựa là thành này, bèn tăng quân và voi đến tấn công. Tên bay đá rơi như mưa. Nhậm trăm phương ngàn kế chống giữ, suốt 9 tháng, giao chiến lớn nhỏ hơn 30 trận. Ban đầu trong thành có hơn 2.000 tướng sĩ (bản Thánh chính ký chép là 3.000), đến lúc này chết, bị thương, bệnh tật mất một nửa.
Giặc dốc toàn lực vây đánh, dùng thang mây trèo lên thành, chiếm được cửa thành. Nhậm lại dẫn quân cảm tử giao chiến ba lần, ba lần đánh bại giặc. Nhưng giặc tiếp tục đưa voi và quân vào thành, Nhậm và Phúc dốc sức chiến đấu, không chống nổi, đều tự sát.

Quan trong thành là Phùng Trí (馮智) khóc lớn, quay về phía Bắc lạy hai lạy, thề không theo giặc, rồi cùng Chỉ huy Lưu Thuận (劉順), Tri phủ Lưu Tử Phụ (劉子輔) đều tự treo cổ chết. Quân sĩ trong thành cùng nam nữ chết theo rất nhiều. Giặc phóng hỏa đốt nhà dân, cướp bóc sạch không còn gì.
Giao Chỉ Bố chính sứ Dặc Khiêm đem việc tâu lên, Minh Tuyên Tông nghe xong thì than thở, tặng Nhiệm làm Đô đốc đồng tri, cho con cháu thừa tập.
Truy tặng cho các quan lại tử tiết ở Giao Chỉ (交阯):
- Đô chỉ huy đồng tri Đô ty Liêu Đông (遼東都司) Lý Nhậm (李任) được truy phong làm Đô đốc đồng tri.

...
Trước đó, Bố chính sứ Giao Chỉ (交阯) là Dịch Khiêm (弋謙) đã tâu việc Lý Nhậm (李任) và các người khác tử tiết. Hoàng thượng cảm động nói: “Đại trượng phu vì nước nên lấy cái chết để thành nhân, bỏ mình để giữ nghĩa, Lý Nhậm (李任) và các người thật không hổ thẹn.” Do đó có lệnh ban thưởng.
...
Lý Nhậm (李任), người Kim Hoa Vĩnh Khang (金華永康), thời Hồng Vũ kế thừa tước cha, làm Chỉ huy thiêm sự Vệ Hữu Yên Sơn (燕山右衛), theo Thái Tông Hoàng đế khởi binh bình loạn, lập công được thăng làm Đô chỉ huy đồng tri Đô ty Liêu Đông (遼東都司), trấn thủ Chương Đức (彰德). Năm đầu niên hiệu Tuyên Đức (宣德元年, 1426), theo lệnh đi đánh giặc phản Lê Lợi (黎利), giữ thành Xương Giang (昌江). Giặc bắt được Đô đốc Thái Phúc (蔡福), ép Phúc đến dưới thành gọi Nhậm đầu hàng. Nhậm trên thành mắng Phúc: “Ngươi làm đại thần không giết giặc, lại bị giặc sai khiến, chẳng bằng chó lợn,” rồi dùng súng bắn Phúc, giặc sợ phải rút đi.

Giặc xem Xương Giang là nơi hiểm yếu, tập trung quân voi, dùng xe rùa, thang mây tấn công. Nhậm cùng Cố Phúc (顧福) để lại người già, phụ nữ giữ thành, tự dẫn quân tinh nhuệ ra đánh, đốt phá khí cụ của giặc. Giặc lại xây lũy bắn vào thành, Nhậm và Phúc ban đêm tập kích phá trại giặc. Giặc đào hầm muốn vào thành, Nhậm đào rãnh ngang, dùng đá tướng đánh, ai vào đều chết. Quân trong thành ban đầu hơn 2.000 người, sau 30 trận chiến, chết hơn một nửa. Giặc tăng quân voi, vây gắt, kéo dài 9 tháng, người mệt, lương cạn, giặc càng đông, dùng thang mây lên thành chiếm cửa. Nhậm lại dẫn tử sĩ đánh ba trận, đều thắng. Giặc đưa voi và quân vào, Nhậm và Phúc không chống nổi, đều tự vẫn.